# Thomas Butler
Thomas Butler (Waterford, Irlanda, 10 de desembre de 1871 – ?) va ser un esportista irlandès que va competir a primers del segle xx.
El 1908 va prendre part en els Jocs Olímpics de Londres, on guanyà la medalla de plata en la prova del joc d'estirar la corda formant part de l'equip Liverpool Police.